# Новосёлка (Веселиновский район)
Новосёлка (укр. Новосілка) — село в Веселиновском районе Николаевской области Украины.
Население по переписи 2001 года составляло 163 человек. Почтовый индекс — 57040. Телефонный код — 5163. Занимает площадь 0,54 км².

## История
В 1945 г. Указом ПВС УССР село Ново-Мюнхен переименовано в Новосёлку.

## Местный совет
57040, Николаевская обл., Веселиновский р-н, с. Подолье, ул. Центральная, 22